# Campeonato Mundial de Fórmula 1 de 2011
O Campeonato Mundial de Fórmula 1 de 2011 foi a 62ª temporada do Campeonato Mundial de Fórmula 1, que é reconhecido pela Federação Internacional de Automobilismo (FIA), o órgão regulador do automobilismo internacional, como a mais alta categoria de competição para carros de corrida monopostos. Como na temporada anterior, o calendário ia ser expandido, aumentando para vinte o número de corridas, com o primeiro Grande Prêmio da Índia, tornando-se assim, o calendário mais longo da história da Fórmula 1 até aquele momento. Mas, com protestos políticos no Barém, o Grande Prêmio do Barém foi adiado, inicialmente com previsão de voltar em outubro, mas foi cancelado, retornando somente no ano seguinte. Sebastian Vettel se consagrou bicampeão na temporada de 2011 no Grande Prêmio do Japão, faltando quatro corridas para o final da temporada.

## Equipes e pilotos
| Campeão          | Vice-Campeão     | 3º Lugar         |
| ---------------- | ---------------- | ---------------- |
|                  |                  |                  |
| Sebastian Vettel | Jenson Button    | Mark Webber      |
| Red Bull-Renault | McLaren-Mercedes | Red Bull-Renault |

Depois da disputa entre a Associação das Equipes da Fórmula 1 (FOTA) e a FIA na primeira metade da temporada de 2009, um novo Pacto de Concórdia foi assinado em 1 de agosto de 2009 pelo então presidente da FIA, Max Mosley, e todas as equipas existentes no momento. O novo acordo permitiu uma continuação dos termos do pacto de 1998, e foi válido até 31 de dezembro de 2012. A FIA publicou uma lista provisória em 30 de novembro de 2010, sendo esta revista em 2 de dezembro de 2010.
| Equipe                                     | Construtor                      | Chassis       | Motor    | Pneu | N°    | Pilotos            | Siglas | Corridas disputadas | Pilotos de reserva e/ou teste                |
| ------------------------------------------ | ------------------------------- | ------------- | -------- | ---- | ----- | ------------------ | ------ | ------------------- | -------------------------------------------- |
| Red Bull Racing                            | Red Bull-Renault                | RB7           | Renault  | P    | 1     | Sebastian Vettel   | VET    | 1-19                | Daniel Ricciardo                             |
| Red Bull Racing                            | Red Bull-Renault                | RB7           | Renault  | P    | 2     | Mark Webber        | WEB    | 1-19                | Daniel Ricciardo                             |
| Vodafone McLaren Mercedes                  | McLaren-Mercedes                | MP4-26        | Mercedes | P    | 3     | Lewis Hamilton     | HAM    | 1-19                | Gary Paffett Pedro de la Rosa                |
| Vodafone McLaren Mercedes                  | McLaren-Mercedes                | MP4-26        | Mercedes | P    | 4     | Jenson Button      | BUT    | 1-19                | Gary Paffett Pedro de la Rosa                |
| Scuderia Ferrari Marlboro Scuderia Ferrari | Ferrari                         | F150th Italia | Ferrari  | P    | 5     | Fernando Alonso    | ALO    | 1-19                | Giancarlo Fisichella Marc Gené Jules Bianchi |
| Scuderia Ferrari Marlboro Scuderia Ferrari | Ferrari                         | F150th Italia | Ferrari  | P    | 6     | Felipe Massa       | MAS    | 1-19                | Giancarlo Fisichella Marc Gené Jules Bianchi |
| Mercedes GP Petronas F1 Team               | Mercedes                        | MGP W02       | Mercedes | P    | 7     | Michael Schumacher | MSC    | 1-19                | Anthony Davidson                             |
| Mercedes GP Petronas F1 Team               | Mercedes                        | MGP W02       | Mercedes | P    | 8     | Nico Rosberg       | ROS    | 1-19                | Anthony Davidson                             |
| Lotus Renault GP                           | Renault                         | R31           | Renault  | P    | 9     | Nick Heidfeld      | HEI    | 1-11                | Bruno Senna Romain Grosjean                  |
| Lotus Renault GP                           | Renault                         | R31           | Renault  | P    | 9     | Bruno Senna        | SEN    | 12-19               | Bruno Senna Romain Grosjean                  |
| Lotus Renault GP                           | Renault                         | R31           | Renault  | P    | 10    | Vitaly Petrov      | PET    | 1-19                | Bruno Senna Romain Grosjean                  |
| AT&T Williams                              | Williams-Cosworth               | FW33          | Cosworth | P    | 11    | Rubens Barrichello | BAR    | 1-19                | Valtteri Bottas                              |
| AT&T Williams                              | Williams-Cosworth               | FW33          | Cosworth | P    | 12    | Pastor Maldonado   | MAL    | 1-19                | Valtteri Bottas                              |
| Force India F1 Team                        | Force India-Mercedes            | VJM04         | Mercedes | P    | 14    | Adrian Sutil       | SUT    | 1-19                | Nico Hulkenberg                              |
| Force India F1 Team                        | Force India-Mercedes            | VJM04         | Mercedes | P    | 15    | Paul di Resta      | DIR    | 1-19                | Nico Hulkenberg                              |
| Sauber F1 Team                             | Sauber-Ferrari                  | C30           | Ferrari  | P    | 16    | Kamui Kobayashi    | KOB    | 1-19                | Esteban Gutierrez                            |
| Sauber F1 Team                             | Sauber-Ferrari                  | C30           | Ferrari  | P    | 17    | Sergio Perez       | PER    | 1-5, 8-19           | Esteban Gutierrez                            |
| Sauber F1 Team                             | Sauber-Ferrari                  | C30           | Ferrari  | P    | 17    | Pedro de la Rosa   | DLR    | 7                   | Esteban Gutierrez                            |
| Scuderia Toro Rosso                        | Toro Rosso-Ferrari              | STR6          | Ferrari  | P    | 18    | Sébastien Buemi    | BUE    | 1-19                | Daniel Ricciardo Jean-Éric Vergne            |
| Scuderia Toro Rosso                        | Toro Rosso-Ferrari              | STR6          | Ferrari  | P    | 19    | Jaime Alguersuari  | ALG    | 1-19                | Daniel Ricciardo Jean-Éric Vergne            |
| Team Lotus                                 | Team Lotus-Renault              | T128          | Renault  | P    | 20    | Heikki Kovalainen  | KOV    | 1-19                | Karun Chandhok Davide Valsecchi Luiz Razia   |
| Team Lotus                                 | Team Lotus-Renault              | T128          | Renault  | P    | 21    | Jarno Trulli       | TRU    | 1-9, 11-19          | Karun Chandhok Davide Valsecchi Luiz Razia   |
| Team Lotus                                 | Team Lotus-Renault              | T128          | Renault  | P    | 21    | Karun Chandhok     | CHD    | 10                  | Karun Chandhok Davide Valsecchi Luiz Razia   |
| HRT F1 Team                                | HRT-Cosworth                    | F111          | Cosworth | P    | 22/23 | Narain Karthikeyan | KAR    | 2-8, 17             | Narain Karthikeyan Jan Charouz               |
| HRT F1 Team                                | HRT-Cosworth                    | F111          | Cosworth | P    | 22/23 | Daniel Ricciardo   | RIC    | 9-19                | Narain Karthikeyan Jan Charouz               |
| HRT F1 Team                                | HRT-Cosworth                    | F111          | Cosworth | P    | 23    | Vitantonio Liuzzi  | LIU    | 2-16, 18-19         | Narain Karthikeyan Jan Charouz               |
| Marussia Virgin Racing                     | Marussia Virgin Racing-Cosworth | MVR-02        | Cosworth | P    | 24    | Timo Glock         | GLO    | 1-19                | Robert Wickens                               |
| Marussia Virgin Racing                     | Marussia Virgin Racing-Cosworth | MVR-02        | Cosworth | P    | 25    | Jérôme d'Ambrosio  | DAM    | 1-19                | Robert Wickens                               |

### Projetos para novas equipes
Depois do fracasso da USF1 para entrar na Fórmula 1 em 2010, a FIA abriu um novo processo de seleção para encontrar mais equipes para preencher o grid na temporada de 2011. Além de estarem a procurar uma equipe para preencher a 13ª vaga no grid, a FIA procura também uma ou mais candidaturas de reserva. A FIA procurou expressões formais de interesse de novas equipes antes de 15 de Abril de 2010. As candidaturas completas tinham que ser submetidas até 21 de Junho. A imprensa italiana noticiou que a FIA recebeu quinze candidaturas, e são estas as conhecidas:
- Anderson F1, liderada pelo antigo designer e principal da USF1 Ken Anderson.[32]
- Cypher, uma equipe americana feita a partir dos restos da USF1,[33] que tem como objectivo juntar-se ao grid, sendo que só o fará se sentir que tem o orçamento necessário para não embaraçar a América. A equipa expressou já interesse no piloto americano Jonathan Summerton,[34] e em Nelson Piquet Jr...[35] No entanto, a 30 de Julho de 2010, a equipe afirmou, num comunicado, que retirara a sua candidatura.[36]
- A equipe de World Series by Renault e outrora também de Le Mans Epsilon Euskadi expressou um interesse em recandidatar-se para a F1 depois de ser eliminada na primeira etapa de candidaturas em 2010 e novamente quando a Toyota abandonou a categoria.[37] A Epsilon recebeu depois disso o apoio de Carlos Gracia, presidente da Federação de Automobilismo Espanhola.[38]
- A equipa baseada em Belgrado Stefan Grand Prix confirmou que iria candidatar-se a 2011.[39] A equipe usaria motores Cosworth se fosse liberada a correr.[40]
- O antigo piloto da Williams e Campeão Mundial de 1997, Jacques Villeneuve, iria estabelecer a sua própria equipe, conhecida como Villeneuve Racing.[41] Foi mais tarde confirmado que Villeneuve estava a colaborar com a candidata italiana Durango,[42] que foi forçada a abandonar a GP2 Series devido a problemas financeiros. A Durango declarou mais tarde intenção de se candidatar à Fórmula 1, depois de encontrar investidores que estavam interessados em alinhar numa equipe de Fórmula 1[43] antes de anunciar a sua associação com Villeneuve. Sob os termos do acordo, a equipe iria ser gerida pela Durango mas com o nome de Villeneuve, com Jacques Villeneuve a cumprir os seus deveres como piloto.[42] Villeneuve foi certificado como "Piloto Oficial Durango."[44]

Muitas equipes candidatas em 2010, incluindo a Prodrive, a Lola, a Formtech e a Superfund, decidiram contra uma candidatura para a décima-terceira vaga em 2011. Depois do colapso da USF1, Parris Mullins - assessor do proprietário da USF1 Chad Hurley - confirmou que está envolvido num esforço renovado de ver uma equipa americana a juntar-se ao grid. Mullins confirmou que o seu projeto não estava ligado à Cypher, a reimaginação da USF1, e acrescentou que ao invés de entrar com a sua própria equipe, estudou a possibilidade de um buy-in semelhante ao acordo Genii Capital-Renault F1 Team que foi assinado em fins de 2009. A equipe francesa de GP2, GP3 e Fórmula 3 Euroseries, a ART Grand Prix também enviou uma candidatura para a FIA, mas retirou-se oficialmente a 7 de Julho de 2010, citando razões económicas para a desistência.
A 8 de Setembro de 2010, a FIA anunciou que não escolhera nenhuma formação para ocupar a 13ª vaga no grid, por considerar que nenhuma reunia as condições necessárias

## Calendário de lançamento dos carros
Lista das equipes que já confirmaram o lançamento de seus carros para a Temporada:
| Equipe                 | Data           | Local               |
| ---------------------- | -------------- | ------------------- |
| Ferrari                | 28 de janeiro  | Maranello, Itália   |
| Lotus Renault          | 31 de janeiro  | Valencia, Espanha   |
| Sauber                 | 31 de janeiro  | Valencia, Espanha   |
| Team Lotus             | 31 de janeiro  | Valencia, Espanha   |
| Williams               | 1 de fevereiro | Valencia, Espanha   |
| RBR                    | 1 de fevereiro | Jerez, Espanha      |
| STR                    | 1 de fevereiro | Valencia, Espanha   |
| Mercedes               | 1 de fevereiro | Valencia, Espanha   |
| McLaren                | 4 de fevereiro | Berlim, Alemanha    |
| Marussia Virgin Racing | 7 de fevereiro | Londres, Inglaterra |
| Force India            | 8 de fevereiro | Jerez, Espanha      |
| Hispania Racing        | 8 de fevereiro | Jerez, Espanha      |

## Testes de pré-temporada
As sessões de teste foram confirmadas para Valencia (1-3 de fevereiro), Jerez (10-13 de fevereiro), Catalunha (18-21 de fevereiro) e Barém (3-6 de março).
(Em negrito, a volta mais rapida de cada sessão)
| Sessão | Data            | Local                         | Circuito  | Piloto mais rápido | Equipe        | Melhor tempo | Voltas |
| ------ | --------------- | ----------------------------- | --------- | ------------------ | ------------- | ------------ | ------ |
| 1      | 1 de fevereiro  | Cheste, Espanha               | Valencia  | Sebastian Vettel   | RBR           | 1:13.769     | 93     |
| 1      | 2 de fevereiro  | Cheste, Espanha               | Valencia  | Fernando Alonso    | Ferrari       | 1:13.307     | 108    |
| 1      | 3 de fevereiro  | Cheste, Espanha               | Valencia  | Robert Kubica      | Lotus Renault | 1:13.144     | 96     |
|        |                 |                               |           |                    |               |              |        |
| 2      | 10 de fevereiro | Jerez de la Frontera, Espanha | Jerez     | Felipe Massa       | Ferrari       | 1:20.709     | 104    |
| 2      | 11 de fevereiro | Jerez de la Frontera, Espanha | Jerez     | Michael Schumacher | Mercedes      | 1:20.352     | 112    |
| 2      | 12 de fevereiro | Jerez de la Frontera, Espanha | Jerez     | Nick Heidfeld      | Lotus Renault | 1:20.361     | 86     |
| 2      | 13 de fevereiro | Jerez de la Frontera, Espanha | Jerez     | Rubens Barrichello | Williams      | 1:19.832     | 103    |
|        |                 |                               |           |                    |               |              |        |
| 3      | 18 de fevereiro | Montmeló, Espanha             | Catalunya | Sebastian Vettel   | RBR           | 1:24.374     | 31     |
| 3      | 19 de fevereiro | Montmeló, Espanha             | Catalunya | Sebastian Vettel   | RBR           | 1:23.315     | 104    |
| 3      | 20 de fevereiro | Montmeló, Espanha             | Catalunya | Nico Rosberg       | Mercedes      | 1:23.168     | 92     |
| 3      | 21 de fevereiro | Montmeló, Espanha             | Catalunya | Felipe Massa       | Ferrari       | 1:22.625     | 121    |
|        |                 |                               |           |                    |               |              |        |
| 4      | 8 de março      | Montmeló, Espanha1            | Catalunya | Mark Webber        | RBR           | 1:22.544     | 97     |
| 4      | 9 de março      | Montmeló, Espanha1            | Catalunya | Sebastian Vettel   | RBR           | 1:21.865     | 112    |
| 4      | 10 de março     | Montmeló, Espanha1            | Catalunya | Sergio Perez       | Sauber        | 1:21.761     | 95     |
| 4      | 11 de março     | Montmeló, Espanha1            | Catalunya | Michael Schumacher | Mercedes      | 1:21.249     | 67     |
| 4      | 12 de março     | Montmeló, Espanha1            | Catalunya | Nico Rosberg       | Mercedes      | 1:43.814     | 35     |

↑1 . A última sessão de testes estava prevista para ser realizada no Barém, onde seria realizada a primeira corrida da temporada. As equipes, no entanto, devido aos protestos políticos que resultaram em conflitos violentos da população com os militares, optaram por remarcar o último teste para Barcelona, entre 8 e 11 de março.

## Calendário
No dia 16 de Abril de 2010, Bernie Ecclestone confirmou que haveria 20 corridas em 2011; todas as corridas da temporada de 2010 mais o Grande Prêmio da Índia. No dia 8 de Setembro de 2010 foi apresentado pela FIA o calendário provisório, composto por 20 corridas:
Em 21 de fevereiro de 2011, o Grande Prêmio do Barém, agendado para ocorrer no dia 13 de março, foi cancelado devido as protestos contra o governo que ocorrem no país.
| GP | Nome da corrida                           | Grande Prémio       | Circuito                       | Cidade / Localização | Data           | Hora   | Hora  | Hora             | Nº de voltas |
| GP | Nome da corrida                           | Grande Prémio       | Circuito                       | Cidade / Localização | Data           | Local  | GMT   | Brasília (UTC-3) | Nº de voltas |
| -- | ----------------------------------------- | ------------------- | ------------------------------ | -------------------- | -------------- | ------ | ----- | ---------------- | ------------ |
| 1  | Grande Prêmio Qantas da Austrália         | GP da Austrália     | Albert Park                    | Melbourne            | 27 de Março    | 17:00  | 06:00 | 03:00            | 58           |
| 2  | Grande Prêmio Petronas da Malásia         | GP da Malásia       | Sepang International Circuit   | Kuala Lumpur         | 10 de Abril    | 16:00  | 08:00 | 05:00            | 56           |
| 3  | Grande Prêmio UBS da China                | GP da China         | Shanghai International Circuit | Xangai               | 17 de Abril    | 15:00  | 07:00 | 04:00            | 56           |
| 4  | Grande Prêmio DHL da Turquia              | GP da Turquia       | Istanbul Park                  | Istambul             | 8 de Maio      | 15:00  | 12:00 | 09:00            | 58           |
| 5  | Grande Prêmio Santander da Espanha        | GP da Espanha       | Circuit de Catalunya           | Barcelona            | 22 de Maio     | 14:00* | 12:00 | 09:00            | 66           |
| 6  | Grande Prêmio de Mônaco                   | GP de Mônaco        | Circuit de Monaco              | Monte Carlo          | 29 de Maio     | 14:00  | 12:00 | 09:00            | 78           |
| 7  | Grande Prêmio do Canadá                   | GP do Canadá        | Circuit Gilles Villeneuve      | Montreal             | 12 de Junho    | 13:00  | 17:00 | 14:00            | 70           |
| 8  | Grande Prêmio da Europa                   | GP da Europa        | Valencia Street Circuit        | Valência             | 26 de Junho    | 14:00* | 12:00 | 09:00            | 57           |
| 9  | Grande Prêmio Santander da Inglaterra     | GP da Grã-Bretanha  | Silverstone Circuit            | Silverstone          | 10 de Julho    | 13:00  | 12:00 | 09:00            | 52           |
| 10 | Grande Prêmio Santander da Alemanha       | GP da Alemanha      | Nürburgring                    | Nürburgring          | 24 de Julho    | 14:00  | 12:00 | 09:00            | 60           |
| 11 | Grande Prêmio da Hungria                  | GP da Hungria       | Hungaroring                    | Budapeste            | 31 de Julho    | 14:00  | 12:00 | 09:00            | 70           |
| 12 | Grande Prêmio Shell da Bélgica            | GP da Bélgica       | Circuit de Spa-Francorchamps   | Spa                  | 28 de Agosto   | 14:00  | 12:00 | 09:00            | 44           |
| 13 | Grande Prêmio Santander da Itália         | GP da Itália        | Autodromo di Monza             | Monza                | 11 de Setembro | 14:00  | 12:00 | 09:00            | 53           |
| 14 | Grande Prêmio SingTel de Singapura        | GP de Singapura     | Marina Bay Street Circuit      | Singapura            | 25 de Setembro | 20:00  | 12:00 | 09:00            | 61           |
| 15 | Grande Prêmio do Japão                    | GP do Japão         | Suzuka Circuit                 | Suzuka               | 9 de Outubro   | 15:00  | 06:00 | 03:00            | 53           |
| 16 | Grande Prêmio da Coreia do Sul            | GP da Coreia do Sul | Korea International Circuit    | Yeongam              | 16 de Outubro  | 15:00  | 06:00 | 04:00*           | 55           |
| 17 | Grande Prêmio da Índia                    | GP da Índia         | Buddh International Circuit    | Nova Deli            | 30 de Outubro  | 15:00  | 09:30 | 07:30*           | 60           |
| 18 | Grande Prêmio Etihad Airways de Abu Dhabi | GP de Abu Dhabi     | Yas Marina Circuit             | Abu Dhabi            | 13 de Novembro | 17:00  | 13:00 | 11:00*           | 55           |
| 19 | Grande Prêmio Petrobras do Brasil         | GP do Brasil        | Autódromo José Carlos Pace     | São Paulo            | 27 de Novembro | 14:00  | 16:00 | 14:00*           | 71           |

Nota:
* Horário de verão.
Calendário obtido no site oficial da F1.

## Resultados

### Sistema de Pontuação
Os pontos são concedidos até o 10º colocado.
| Posição | 1º | 2º | 3º | 4º | 5º | 6º | 7º | 8º | 9º | 10º |
| Pontos  | 25 | 18 | 15 | 12 | 10 | 8  | 6  | 4  | 2  | 1   |

### Pilotos
| Pos | Piloto             | Equipe (a)  | AUS | MAL | CHN | TUR | ESP | MON | CAN | EUR | GBR | GER | HUN | BEL | ITA | SIN | JPN | KOR | IND | ABD | BRA | Pts |
| --- | ------------------ | ----------- | --- | --- | --- | --- | --- | --- | --- | --- | --- | --- | --- | --- | --- | --- | --- | --- | --- | --- | --- | --- |
| 1   | Sebastian Vettel   | Red Bull    | 1   | 1   | 2   | 1   | 1   | 1   | 2   | 1   | 2   | 4   | 2   | 1   | 1   | 1   | 3   | 1   | 1   | Ret | 2   | 392 |
| 2   | Jenson Button      | McLaren     | 6   | 2   | 4   | 6   | 3   | 3   | 1   | 6   | Ret | Ret | 1   | 3   | 2   | 2   | 1   | 4   | 2   | 3   | 3   | 270 |
| 3   | Mark Webber        | Red Bull    | 5   | 4   | 3   | 2   | 4   | 4   | 3   | 3   | 3   | 3   | 5   | 2   | Ret | 3   | 4   | 3   | 4   | 4   | 1   | 258 |
| 4   | Fernando Alonso    | Ferrari     | 4   | 6   | 7   | 3   | 5   | 2   | Ret | 2   | 1   | 2   | 3   | 4   | 3   | 4   | 2   | 5   | 3   | 2   | 4   | 257 |
| 5   | Lewis Hamilton     | McLaren     | 2   | 8   | 1   | 4   | 2   | 6   | Ret | 4   | 4   | 1   | 4   | Ret | 4   | 5   | 5   | 2   | 7   | 1   | Ret | 227 |
| 6   | Felipe Massa       | Ferrari     | 7   | 5   | 6   | 11  | Ret | Ret | 6   | 5   | 5   | 5   | 6   | 8   | 6   | 9   | 7   | 6   | Ret | 5   | 5   | 118 |
| 7   | Nico Rosberg       | Mercedes    | Ret | 12  | 5   | 5   | 7   | 11  | 11  | 7   | 6   | 7   | 9   | 6   | Ret | 7   | 10  | 8   | 6   | 6   | 7   | 89  |
| 8   | Michael Schumacher | Mercedes    | Ret | 9   | 8   | 12  | 6   | Ret | 4   | 17  | 9   | 8   | Ret | 5   | 5   | Ret | 6   | Ret | 5   | 7   | 15  | 76  |
| 9   | Adrian Sutil       | Force India | 9   | 11  | 15  | 13  | 13  | 7   | Ret | 9   | 11  | 6   | 14  | 7   | Ret | 8   | 11  | 11  | 9   | 8   | 6   | 42  |
| 10  | Vitaly Petrov      | Renault     | 3   | 17† | 9   | 8   | 11  | Ret | 5   | 15  | 12  | 10  | 12  | 9   | Ret | 17  | 9   | Ret | 11  | 13  | 10  | 37  |
| 11  | Nick Heidfeld      | Renault     | 12  | 3   | 12  | 7   | 8   | 8   | Ret | 10  | 8   | Ret | Ret | NP  | NP  | NP  | NP  | NP  | NP  | NP  | NP  | 34  |
| 12  | Kamui Kobayashi    | Sauber      | DSQ | 7   | 10  | 10  | 10  | 5   | 7   | 16  | Ret | 9   | 11  | 12  | Ret | 14  | 13  | 15  | Ret | 10  | 9   | 30  |
| 13  | Paul di Resta      | Force India | 10  | 10  | 11  | Ret | 12  | 12  | 18† | 14  | 15  | 13  | 7   | 11  | 8   | 6   | 12  | 10  | 13  | 9   | 8   | 27  |
| 14  | Jaime Alguersuari  | Toro Rosso  | 11  | 14  | Ret | 16  | 16  | Ret | 8   | 8   | 10  | 12  | 10  | Ret | 7   | 21† | 15  | 7   | 8   | 15  | 11  | 26  |
| 15  | Sébastien Buemi    | Toro Rosso  | 8   | 13  | 14  | 9   | 14  | 10  | 10  | 13  | Ret | 15  | 8   | Ret | 10  | 12  | Ret | 9   | Ret | Ret | 12  | 15  |
| 16  | Sergio Pérez       | Sauber      | DSQ | Ret | 17  | 14  | 9   | NL  | AT  | 11  | 7   | 11  | 15  | Ret | Ret | 10  | 8   | 16  | 10  | 11  | 13  | 14  |
| 17  | Rubens Barrichello | Williams    | Ret | Ret | 13  | 15  | 17  | 9   | 9   | 12  | 13  | Ret | 13  | 16  | 12  | 13  | 17  | 12  | 15  | 12  | 14  | 4   |
| 18  | Bruno Senna        | Renault     | NP  | NP  | NP  | NP  | NP  | NP  | NP  | NP  | NP  | NP  | NP  | 13  | 9   | 15  | 16  | 13  | 12  | 16  | 17  | 2   |
| 19  | Pastor Maldonado   | Williams    | Ret | Ret | 18  | 17  | 15  | 18† | Ret | 18  | 14  | 14  | 16  | 10  | 11  | 11  | 14  | Ret | Ret | 14  | Ret | 1   |
| 20  | Pedro de la Rosa   | Sauber      | NP  | NP  | NP  | NP  | NP  | NP  | 12  | NP  | NP  | NP  | NP  | NP  | NP  | NP  | NP  | NP  | NP  | NP  | NP  | 0   |
| 21  | Jarno Trulli       | Lotus       | 13  | Ret | 19  | 18  | 18  | 13  | 16  | 20  | Ret | NP  | Ret | 14  | 14  | Ret | 19  | 17  | 19  | 18  | 18  | 0   |
| 22  | Heikki Kovalainen  | Lotus       | Ret | 15  | 16  | 19  | Ret | 14  | Ret | 19  | Ret | 16  | Ret | 15  | 13  | 16  | 18  | 14  | 14  | 17  | 16  | 0   |
| 23  | Vitantonio Liuzzi  | Hispania    | NQ  | Ret | 22  | 22  | Ret | 16  | 13  | 23  | 18  | Ret | 20  | 19  | Ret | 20  | 23  | 21  | NP  | 20  | Ret | 0   |
| 24  | Jérôme d'Ambrosio  | Virgin      | 14  | Ret | 20  | 20  | 20  | 15  | 14  | 22  | 17  | 18  | 19  | 17  | Ret | 18  | 21  | 20  | 16  | Ret | 19  | 0   |
| 25  | Timo Glock         | Virgin      | NC  | 16  | 21  | NL  | 19  | Ret | 15  | 21  | 16  | 17  | 17  | 18  | 15  | Ret | 20  | 18  | Ret | 19  | Ret | 0   |
| 26  | Narain Karthikeyan | Hispania    | NQ  | Ret | 23  | 21  | 21  | 17  | 17  | 24  | NP  | NP  | NP  | NP  | NP  | NP  | NP  | NP  | 17  | NP  | NP  | 0   |
| 27  | Daniel Ricciardo   | Hispania    | NP  | NP  | NP  | NP  | NP  | NP  | NP  | NP  | 19  | 19  | 18  | Ret | NQ  | 19  | 22  | 19  | 18  | Ret | 20  | 0   |
| 28  | Karun Chandhok     | Lotus       | NP  | NP  | NP  | NP  | NP  | NP  | NP  | NP  | NP  | 20  | NP  | NP  | NP  | NP  | NP  | NP  | NP  | NP  | NP  | 0   |
| Pos | Piloto             | Equipe (a)  | AUS | MAL | CHN | TUR | ESP | MON | CAN | EUR | GBR | GER | HUN | BEL | ITA | SIN | JPN | KOR | IND | ABD | BRA | Pts |

| Cor        | Resultado             |
| ---------- | --------------------- |
| Ouro       | Vencedor              |
| Prata      | 2.º lugar             |
| Bronze     | 3.º lugar             |
| Verde      | Terminou, nos pontos  |
| Azul       | Terminou, sem pontos  |
| Púrpura    | Ret – Retirou-se      |
| Vermelho   | NQ – Não qualificado  |
| Preto      | DSQ – Desqualificado  |
| Branco     | NL – Não largou       |
| Branco     | C – Corrida cancelada |
| Azul claro | AT – Apenas Treino    |
| Sem cor    | NP – Não participou   |
| Sem cor    | Les – Lesionado       |
| Sem cor    | EX – Excluído         |

Notas:
- † — Condutores que não terminaram o Grande Prêmio mas foram classificados pois completaram 90% da corrida.

- Sebastian Vettel tornou-se o bicampeão mais jovem da categoria aos 24 anos ao ganhar o campeonato de 2011 por antecipação no Grande Prêmio do Japão.

### Construtores
| Pos | Construtor           | Carro Nº | AUS | MAL | CHN | TUR | ESP | MON | CAN | EUR | GBR | GER | HUN | BEL | ITA | SIN | JPN | KOR | IND | ABD | BRA | Pts |
| --- | -------------------- | -------- | --- | --- | --- | --- | --- | --- | --- | --- | --- | --- | --- | --- | --- | --- | --- | --- | --- | --- | --- | --- |
| 1   | Red Bull-Renault     | 1        | 1   | 1   | 2   | 1   | 1   | 1   | 2   | 1   | 2   | 4   | 2   | 1   | 1   | 1   | 3   | 1   | 1   | Ret | 2   | 650 |
| 1   | Red Bull-Renault     | 2        | 5   | 4   | 3   | 2   | 4   | 4   | 3   | 3   | 3   | 3   | 5   | 2   | Ret | 3   | 4   | 3   | 4   | 4   | 1   | 650 |
| 2   | McLaren-Mercedes     | 3        | 2   | 8   | 1   | 4   | 2   | 6   | Ret | 4   | 4   | 1   | 4   | Ret | 4   | 5   | 5   | 2   | 7   | 1   | Ret | 497 |
| 2   | McLaren-Mercedes     | 4        | 6   | 2   | 4   | 6   | 3   | 3   | 1   | 6   | Ret | Ret | 1   | 3   | 2   | 2   | 1   | 4   | 2   | 3   | 3   | 497 |
| 3   | Ferrari              | 5        | 4   | 6   | 7   | 3   | 5   | 2   | Ret | 2   | 1   | 2   | 3   | 4   | 3   | 4   | 2   | 5   | 3   | 2   | 4   | 375 |
| 3   | Ferrari              | 6        | 7   | 5   | 6   | 11  | Ret | Ret | 6   | 5   | 5   | 5   | 6   | 8   | 6   | 9   | 7   | 6   | Ret | 5   | 5   | 375 |
| 4   | Mercedes             | 7        | Ret | 9   | 8   | 12  | 6   | Ret | 4   | 17  | 9   | 8   | Ret | 5   | 5   | Ret | 6   | Ret | 5   | 7   | 15  | 165 |
| 4   | Mercedes             | 8        | Ret | 12  | 5   | 5   | 7   | 11  | 11  | 7   | 6   | 7   | 9   | 6   | Ret | 7   | 10  | 8   | 6   | 6   | 7   | 165 |
| 5   | Renault              | 9        | 12  | 3   | 12  | 7   | 8   | 8   | Ret | 10  | 8   | Ret | Ret | 13  | 9   | 15  | 16  | 13  | 12  | 16  | 17  | 73  |
| 5   | Renault              | 10       | 3   | 17† | 9   | 8   | 11  | Ret | 5   | 15  | 12  | 10  | 12  | 9   | Ret | 17  | 9   | Ret | 11  | 13  | 10  | 73  |
| 6   | Force India-Mercedes | 14       | 9   | 11  | 15  | 13  | 13  | 7   | Ret | 9   | 11  | 6   | 14  | 7   | Ret | 8   | 11  | 11  | 9   | 8   | 6   | 69  |
| 6   | Force India-Mercedes | 15       | 10  | 10  | 11  | Ret | 12  | 12  | 18† | 14  | 15  | 13  | 7   | 11  | 8   | 6   | 12  | 10  | 13  | 9   | 8   | 69  |
| 7   | Sauber-Ferrari       | 16       | DSQ | 7   | 10  | 10  | 10  | 5   | 7   | 16  | Ret | 9   | 11  | 12  | Ret | 14  | 13  | 15  | Ret | 10  | 9   | 44  |
| 7   | Sauber-Ferrari       | 17       | DSQ | Ret | 17  | 14  | 9   | NL  | 12  | 11  | 7   | 11  | 15  | Ret | Ret | 10  | 8   | 16  | 10  | 11  | 13  | 44  |
| 8   | Toro Rosso-Ferrari   | 18       | 8   | 13  | 14  | 9   | 14  | 10  | 10  | 13  | Ret | 15  | 8   | Ret | 10  | 12  | Ret | 9   | Ret | Ret | 12  | 41  |
| 8   | Toro Rosso-Ferrari   | 19       | 11  | 14  | Ret | 16  | 16  | Ret | 8   | 8   | 10  | 12  | 10  | Ret | 7   | 21† | 15  | 7   | 8   | 15  | 11  | 41  |
| 9   | Williams-Cosworth    | 11       | Ret | Ret | 13  | 15  | 17  | 9   | 9   | 12  | 13  | Ret | 13  | 16  | 12  | 13  | 17  | 12  | 15  | 12  | 14  | 5   |
| 9   | Williams-Cosworth    | 12       | Ret | Ret | 18  | 17  | 15  | 18† | Ret | 18  | 14  | 14  | 16  | 10  | 11  | 11  | 14  | Ret | Ret | 14  | Ret | 5   |
| 10  | Lotus-Renault        | 20       | Ret | 15  | 16  | 19  | Ret | 14  | Ret | 19  | Ret | 16  | Ret | 15  | 13  | 16  | 18  | 14  | 14  | 17  | 16  | 0   |
| 10  | Lotus-Renault        | 21       | 13  | Ret | 19  | 18  | 18  | 13  | 16  | 20  | Ret | 20  | Ret | 14  | 14  | Ret | 19  | 17  | 19  | 18  | 18  | 0   |
| 11  | HRT-Cosworth         | 22       | DNQ | Ret | 23  | 21  | 21  | 17  | 17  | 24  | 19  | 19  | 18  | Ret | NC  | 19  | 22  | 19  | 18  | Ret | 20  | 0   |
| 11  | HRT-Cosworth         | 23       | DNQ | Ret | 22  | 22  | Ret | 16  | 13  | 23  | 18  | Ret | 20  | 19  | Ret | 20  | 23  | 21  | 17  | 20  | Ret | 0   |
| 12  | Virgin-Cosworth      | 24       | NC  | 16  | 21  | NL  | 19  | Ret | 15  | 21  | 16  | 17  | 17  | 18  | 15  | Ret | 20  | 18  | Ret | 19  | Ret | 0   |
| 12  | Virgin-Cosworth      | 25       | 14  | Ret | 20  | 20  | 20  | 15  | 14  | 22  | 17  | 18  | 19  | 17  | Ret | 18  | 21  | 20  | 16  | Ret | 19  | 0   |
| Pos | Construtor           | Carro Nº | AUS | MAL | CHN | TUR | ESP | MON | CAN | EUR | GBR | GER | HUN | BEL | ITA | SIN | JPN | KOR | IND | ABD | BRA | Pts |

| Cor        | Resultado             |
| ---------- | --------------------- |
| Ouro       | Vencedor              |
| Prata      | 2.º lugar             |
| Bronze     | 3.º lugar             |
| Verde      | Terminou, nos pontos  |
| Azul       | Terminou, sem pontos  |
| Púrpura    | Ret – Retirou-se      |
| Vermelho   | NQ – Não qualificado  |
| Preto      | DSQ – Desqualificado  |
| Branco     | NL – Não largou       |
| Branco     | C – Corrida cancelada |
| Azul claro | AT – Apenas Treino    |
| Sem cor    | NP – Não participou   |
| Sem cor    | Les – Lesionado       |
| Sem cor    | EX – Excluído         |

† Não terminaram a corrida, mas são considerados classificados por terem completado 90% da prova.

### Por Grande Prêmio
| GP | Grande Prêmio                  | Pole Position    | Tempo    | Volta mais rápida | Tempo    | Vencedor         | Equipe           | Descrição |
| -- | ------------------------------ | ---------------- | -------- | ----------------- | -------- | ---------------- | ---------------- | --------- |
| 1  | Grande Prêmio da Austrália     | Sebastian Vettel | 1:23.529 | Felipe Massa      | 1:28.947 | Sebastian Vettel | Red Bull-Renault | Descrição |
| 2  | Grande Prêmio da Malásia       | Sebastian Vettel | 1:34.870 | Mark Webber       | 1:40.571 | Sebastian Vettel | Red Bull-Renault | Descrição |
| 3  | Grande Prêmio da China         | Sebastian Vettel | 1:33.706 | Mark Webber       | 1:38.993 | Lewis Hamilton   | McLaren-Mercedes | Descrição |
| 4  | Grande Prêmio da Turquia       | Sebastian Vettel | 1:25.049 | Mark Webber       | 1:29.703 | Sebastian Vettel | Red Bull-Renault | Descrição |
| 5  | Grande Prêmio da Espanha       | Mark Webber      | 1:20.981 | Lewis Hamilton    | 1:26.727 | Sebastian Vettel | Red Bull-Renault | Descrição |
| 6  | Grande Prêmio de Mônaco        | Sebastian Vettel | 1:13.556 | Mark Webber       | 1:16.234 | Sebastian Vettel | Red Bull-Renault | Descrição |
| 7  | Grande Prêmio do Canadá        | Sebastian Vettel | 1:13.014 | Jenson Button     | 1:16.956 | Jenson Button    | McLaren-Mercedes | Descrição |
| 8  | Grande Prêmio da Europa        | Sebastian Vettel | 1:36.975 | Sebastian Vettel  | 1:41.852 | Sebastian Vettel | Red Bull-Renault | Descrição |
| 9  | Grande Prêmio da Grã-Bretanha  | Mark Webber      | 1:30.399 | Fernando Alonso   | 1:34.908 | Fernando Alonso  | Ferrari          | Descrição |
| 10 | Grande Prêmio da Alemanha      | Mark Webber      | 1:30.079 | Lewis Hamilton    | 1:34.302 | Lewis Hamilton   | McLaren-Mercedes | Descrição |
| 11 | Grande Prêmio da Hungria       | Sebastian Vettel | 1:19.815 | Felipe Massa      | 1:23.415 | Jenson Button    | McLaren-Mercedes | Descrição |
| 12 | Grande Prêmio da Bélgica       | Sebastian Vettel | 1:48.298 | Mark Webber       | 1:49.883 | Sebastian Vettel | Red Bull-Renault | Descrição |
| 13 | Grande Prêmio da Itália        | Sebastian Vettel | 1:22.275 | Lewis Hamilton    | 1:26.187 | Sebastian Vettel | Red Bull-Renault | Descrição |
| 14 | Grande Prêmio de Singapura     | Sebastian Vettel | 1:44.381 | Jenson Button     | 1:48.454 | Sebastian Vettel | Red Bull-Renault | Descrição |
| 15 | Grande Prêmio do Japão         | Sebastian Vettel | 1:30.466 | Jenson Button     | 1:36.568 | Jenson Button    | McLaren-Mercedes | Descrição |
| 16 | Grande Prêmio da Coreia do Sul | Lewis Hamilton   | 1:35.820 | Sebastian Vettel  | 1:39.605 | Sebastian Vettel | Red Bull-Renault | Descrição |
| 17 | Grande Prêmio da Índia         | Sebastian Vettel | 1:24.178 | Sebastian Vettel  | 1:27.249 | Sebastian Vettel | Red Bull-Renault | Descrição |
| 18 | Grande Prêmio de Abu Dhabi     | Sebastian Vettel | 1:38.481 | Mark Webber       | 1:42.612 | Lewis Hamilton   | McLaren-Mercedes | Descrição |
| 19 | Grande Prêmio do Brasil        | Sebastian Vettel | 1:11.918 | Mark Webber       | 1:15.324 | Mark Webber      | Red Bull-Renault | Descrição |

## Regulamento

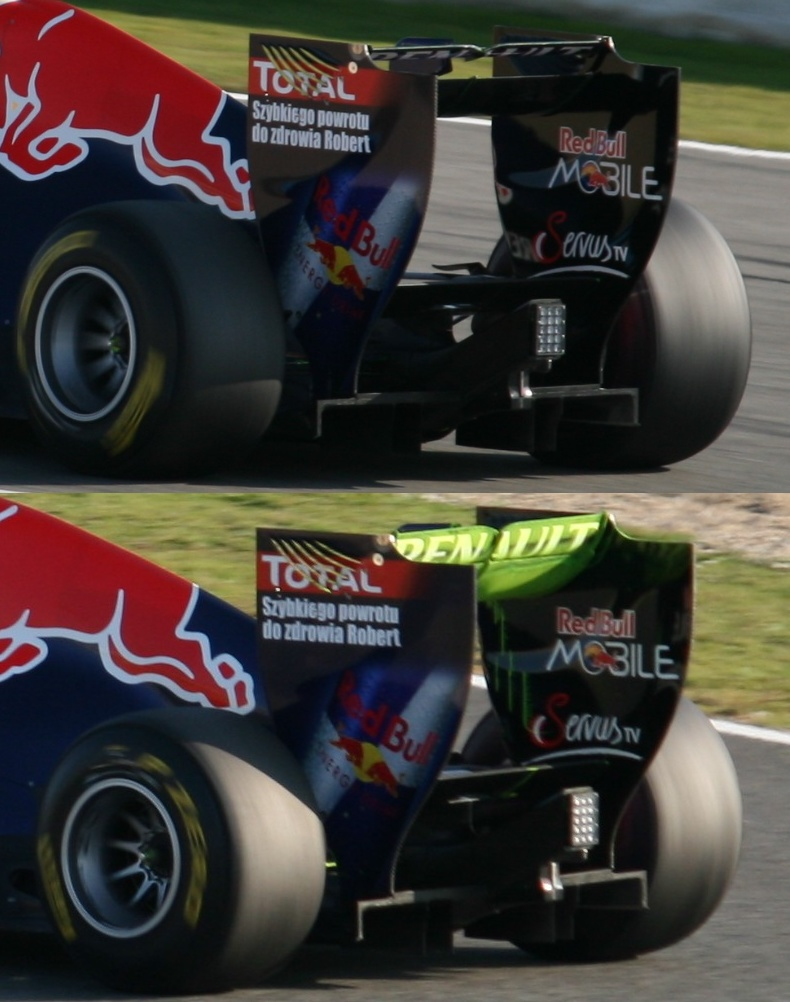
Asa traseira ajustável em ação durante os testes em Jerez de la Frontera.

### Mudanças técnicas
- A altura máxima do difusor será reduzido de 175 milímetros para 125 milímetros, diminuindo a força aerodinámica. Além disso foram citadas medidas para excluir o design de difusor duplo.[84]
- Na semana seguinte ao GP da Espanha de 2010, foi enviada pela empresa de engenharia britânica Flybrid uma proposta à FOTA para fornecer todo o pelotão com uma unidade KERS obrigatória e uniforme, depois da campanha liderada pela Ferrari e pela Renault para ver a tecnologia reintroduzida em 2011.[85] Depois do GP do Canadá de 2010, a Ferrari confirmou que iria usar o KERS no seu carro de 2011,[86] mas o sistema não irá ser obrigatório.
- Para compensar a subida de peso provocada pelo KERS, o peso mínimo dos carros irá aumentar de 620 kg para 640 kg.[86]
- A FOTA concordou em banir o controverso sistema F-Ducto, desenvolvido pela McLaren para os MP4-25 e posteriormente implantado por outras equipes no decurso da temporada de 2010.[87]
- Na reunião do Conselho Mundial de Automobilismo da FIA em Genebra, em Junho de 2010, um sistema de asa traseira ajustável (DRS)  foi confirmado como adição às regras de 2011.[88] Este sistema será introduzido para ajudar as ultrapassagens, servindo como um substituto do sistema F-Ducto. Num sistema similar ao regulador do KERS usado em 2009, a asa traseira ajustável apenas estará disponível sob certas condições, nomeadamente: os pilotos só poderão usá-la quando estão a pelo menos um segundo do carro da frente, mas não poderá ser usado nas duas primeiras voltas da corrida, exceto em caso de safety car inicial. Espera-se que o sistema ofereça aos pilotos mais 15 km/h quando ultrapassam,[89] e será desativado ao primeiro toque do piloto no freio depois de usar a asa traseira. O conceito, que foi recebido negativamente pelos pilotos e fãs,[90] pode ser abandonado se for provado que não é praticável ou manejável.[91]
- Em 2011 regressará a regra dos 107% na qualificação.[88][92] Sob este acordo, qualquer piloto que faça um tempo superior em 7% ao tempo do piloto da pole-position não será autorizado a disputar a corrida. Um exemplo desta regra é: se o tempo da pole position for de 1 minuto e 40 segundos, os pilotos devem fazer um tempo mais rápido do que 1 minuto e 47 segundos para poder disputar a corrida.
- Pela primeira vez os carros terão uma distribuição de pesos obrigatória, em 46:54 por cento.[93] A intenção disto é prevenir as equipes de ter que fazer mudanças radicais na configuração interna dos seus carros caso haja alterações nos compostos dos pneus introduzidos pelo novo fornecedor, a Pirelli.
- O número de cabos das rodas que ligam os pneus à carroceria será dobrado em 2011, em resposta ao número elevado de acidentes nos quais as rodas se desprenderam da carroceria, incluindo o acidente fatal de Henry Surtees na 4ª etapa do campeonato Fórmula 2 FIA de 2009, disputada em Brands Hatch.[94]

### Pneus
- O fornecedor de pneus Bridgestone anunciou que não iria renovar o seu contrato com a Fórmula 1 depois da temporada de 2010.[95] Depois de muitos meses para decidir, a Pirelli foi escolhida como fornecedora oficial de pneus no Conselho Mundial de Automobilismo da FIA, reunido em Genebra, em Junho de 2010.[88][96]
- No GP da Grã-Bretanha de 2010, Bernie Ecclestone revelou que conversou com cinco marcas de pneus, mas a Pirelli foi a única que poderia estar pronta a tempo para a temporada de 2011. Apesar de o acordo da Pirelli ser mais longo para as equipes do que algumas das outras candidaturas, a empresa irá pagar por publicidade nas pistas, o que significa que as equipes terão algum retorno do seu investimento. Ecclestone revelou ainda que quis pneus com um tempo de vida significativamente mais curto em relação a 2010.[carece de fontes?]